# Winter Gold
Winter Gold, även känt som FX Skiing, är ett vintersportspel med 3D-grafik där man tävlar i bland annat bob, backhoppning och snowboardåkning. Spelet innehåller både en- och tvåspelarläge, om man väljer tävling kan man vara åtta stycken. Spelet använder Super FX 2-chippet. Farten mats ut i engelska mil i timmen, och en klocka räknar den tid som det tar att gå i mål.

### Fotnoter
1. ↑  ”Super FX 2 chip information”. IGN. Arkiverad från originalet den 7 september 2012. https://www.webcitation.org/6AUuOc9EX?url=http://www.ign.com/games/winter-gold-fx-skiing/snes-491434. Läst 17 maj 2014.
2. ↑  ”Gameplay information (in pictures)”. Video Games Museum. http://www.video-games-museum.com/en/game/Winter-Gold/33/2/8570. Läst 17 maj 2014.